# Бёртон, Джеймс (египтолог)
Джеймс Бёртон, также Джеймс Хэлибёртон (22 сентября 1788, Лондон — 22 февраля 1862, Эдинбург) — один из первых британских египтологов, который исследовал и картографировал Долину царей (где нашёл гробницу KV5), обнаружил Карнакский царский список в Карнаке, среди членов экспедиции вошёл в гробницу TT391 в Мединет-Абу.
Он приходился братом архитектору Децимусу Бёртону, врачу Генри Бёртону и пороховому фабриканту Уильяму Форду Бёртону.

## Биография

### Происхождение

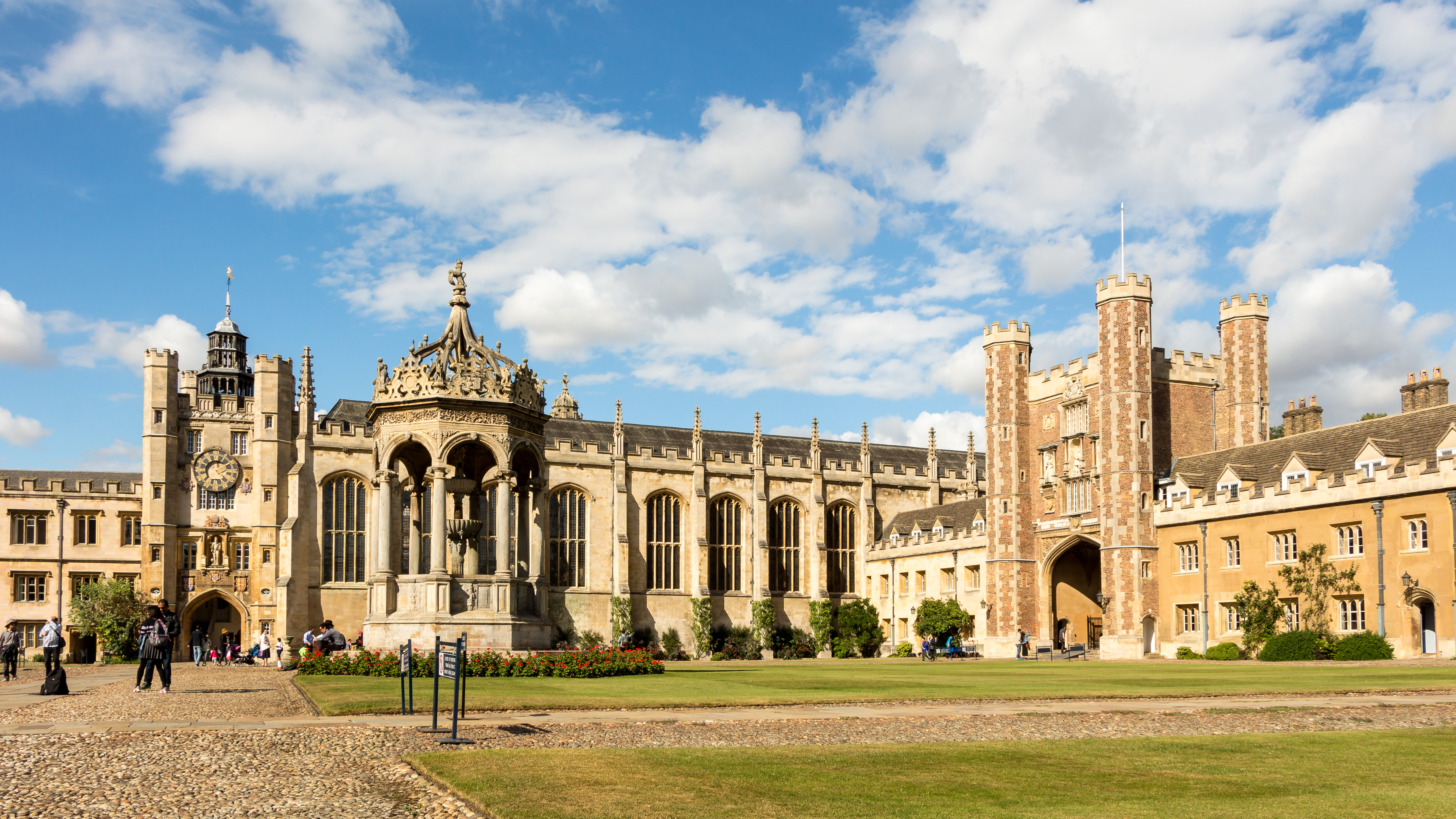
Тринити-Колледж, Кембридж.

Джеймс был четвёртым ребёнком и вторым сыном известного георгианского застройщика Джеймса Бёртона (прежде Джеймса Хэлибёртона) и его супруги Элизабет Вестли (12 декабря 1761 — 14 января 1837). При рождении получил имя Джеймс Хэлибёртон, но позже, в 1794 году, его отец изменил фамилию на Бёртон. Спустя десятилетия, в 1838 году Джеймс вернул родовое имя. Он приходился братом архитектора Децимуса Бёртона, врача Генри Бёртона и порохового фабриканта Уильяма Форда Бёртона.
Родился в Лондоне, получил образование в Джеймс учился в школе Тонбридж, Тринити-колледж, Кембридж.
Он приходился двоюродным братом судье и писателю Томасу Чендлеру Хэлибёртону, а также адвокату и антропологу Роберту Гранту Хэлибёртону и Артуру Лоуренсу Хэлибёртону.

### Занятия египтологией

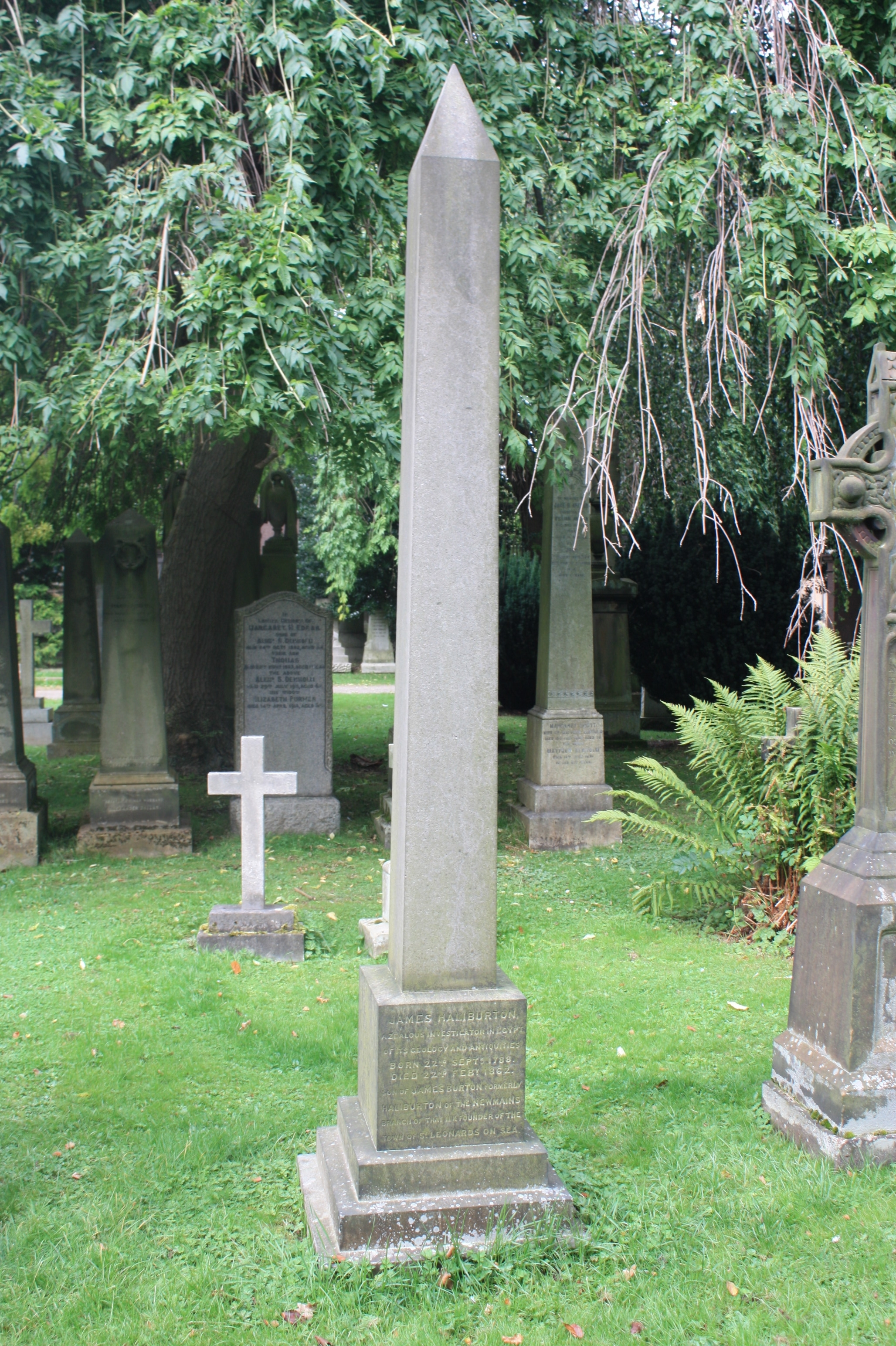
Могила Джеймса Хэлибёртона на Кладбище Дин.

В 1815—1822 годах Джеймс Бёртон работал с архитектором сэром Джоном Соуном и отправился в Италию, где познакомился с египтологами сэром Джоном Гарднером Уилкинсоном, Эдвардом Уильямом Лейном и сэром Уильямом Геллом. В 1820 году все они обнаружили гробницу TT391. В 1822 году, несмотря на отсутствие знаний в области минералогии, Джеймс Бёртон по приглашению паши Мухаммеда Али занимал должность в геологической службе Египта. В обязанности вменялся поиск залежей угля. В 1824 году Бёртон оставил эту должность и занялся изучением древнеегипетских памятников.
В 1825 году он по Нилу достиг Абу-Симбела и провёл несколько месяцев в Фивах, занимаясь раскопками в Мединет Абу, Ком-Омбо, Филэ, Рамессеуме и в ряде гробниц Долины царей. В 1824 году он расчистил первую камеру гробницы KV20, а в 1825 году зарисовал план гробницы KV21. Также Бёртон изучил гробницы KV26, KV9, KV19 и KV2.
Он стал первым человеком за многие сотни лет, который вошёл в гробницу KV5, но осмотрел лишь первые несколько камер. Спустя многие годы, в 1995 году египтолог Кент Р. Уикс расчистил залы гробницы KV5, которая теперь считается одной из крупнейших в долине и второй по значимости после гробницы Тутанхамона.
В том же 1825 году ему удалось обнаружить в Карнаке Царский список. В 1825—1828 годах Бёртон опубликовал том иероглифических надписей «Excerpta Hieroglyphica».

### Возвращение домой
Мало что известно о судьбе Бёртона в период 1825—1834 годов. На протяжении 9 лет он пропадал в египетской пустыне, пока его отец не прекратил его содержать. Тогда Джеймс Бёртон вынужденно вернулся в Англию к Рождеству 1835 года. Из путешествия он привёз всевозможных животных (включая жирафа), слуг и рабов. На греческой рабыне Андреане, которую он купил в Египте, впоследствии Бёртон женился. Из-за этого его семья, следующая строгой викторианской морали, отреклась от него. Финансовые дела Бёртона расстроились, ему пришлось продать книги и коллекцию древностей.

### Конец жизни

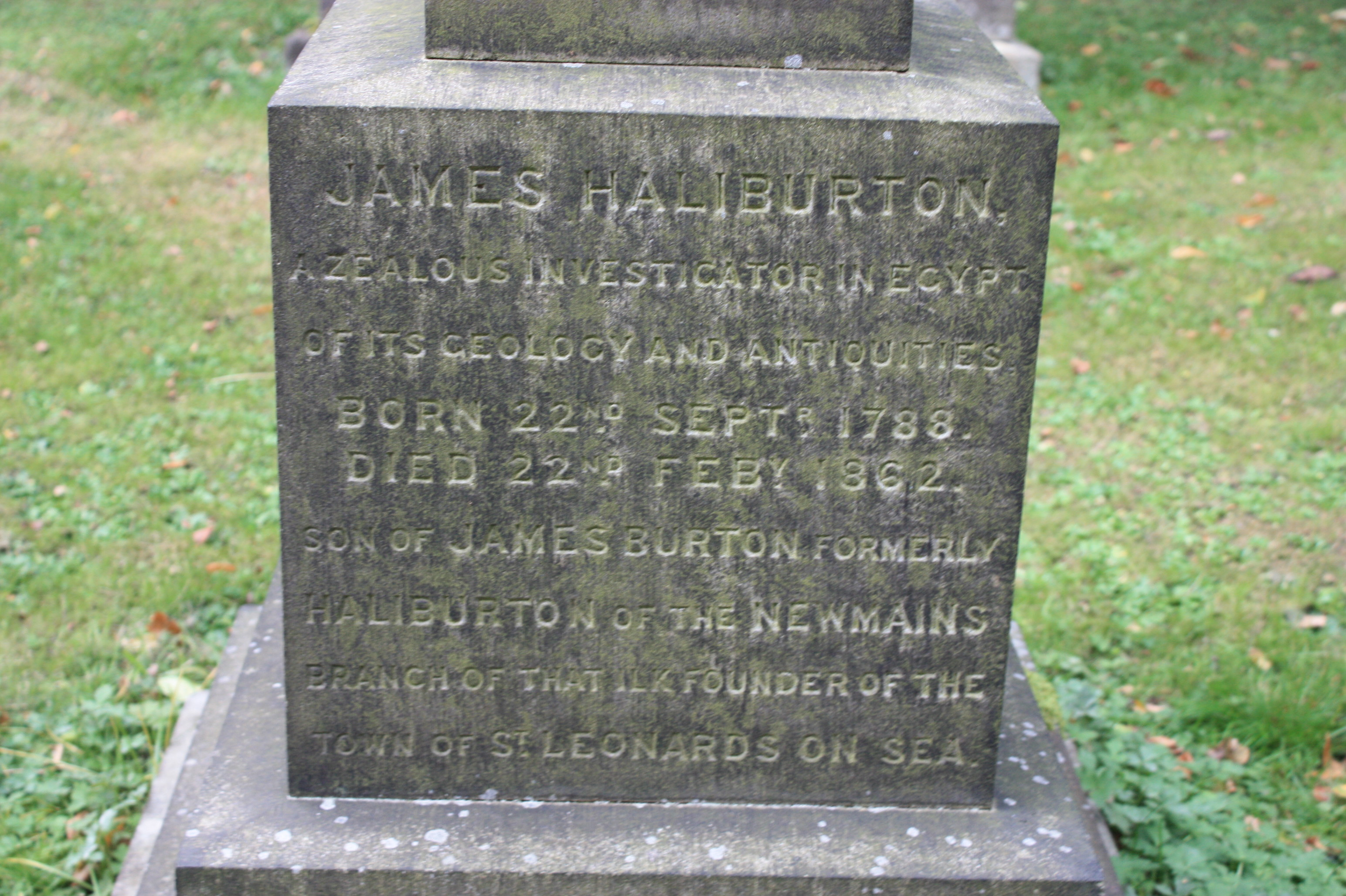
Эпитафия.

Его записные книжки с зарисовками египетских древностей и памятников передал в Британский музей после смерти египтолога его брат Децим Бёртон. Эти изображения помогают современным исследователям проводить сравнительный анализ и устанавливать состояние археологических памятников Египта.
Коллекция египетских древностей Джеймса Бёртона ушла с молотка на аукционе Сотбис в 1836 году в счёт покрытия долгов. Единственный не проданный тогда предмет его коллекции — саркофаг с мумией — выставлен теперь в экспозиции Ливерпульского музея.
Джеймс Бёртон был членом Геологического общества Лондона.
Джеймс Бёртон похоронен на кладбище Дин в Эдинбурге. На его надгробии выгравирована эпитафия: «ревностный исследователь геологии и древностей Египта».

## Труды
- James Burton. Excerpta Hieroglyphica. — Cairo, 1825.